# Conti Lipót Antal
Conti Lipót Antal  (Sopron, 1708. december 10. – Pest, 1773. január 15.) kőfaragó, szobrász.

## Élete
Olasz származású családban született. Apja Pietro Antonio Conti neves kőfaragó és stukkókészítő volt  és itt a műhelyében kezdte szobrász tanulmányait. Majd öt éven keresztül – 1721-1726 között - Eysenkölbl Lőrinc volt a mestere.  Az akkori idők szokása szerint  a mestervizsga után 2-3 évet még mesterénél dolgozhatott, majd a kötelezően szükséges minimum 3 éves vándorútra (külföld) is mehetett. 1731-ben még Sopronban tartózkodott, majd a következő években Pestre költözött és 1734-ben már a városi tanács munkájában is részt vett.
Első önálló kőfaragó munkáit a pesti Invalidus-ház kápolnájában végezte, 1736-ban. Ezt követően az ország számos helyén dolgozott.
Nevezetes alkotása a kőbányai Kápolna térre a kőfaragó mester által épített fogadalmi kápolnát 1740-ben. A templom oltárát is ő maga készítette.  Hosszú időn keresztül a kápolna Pest város búcsújáró helye lett. Későbbiekben a kőbányai római katolikusok új templomot építettek a mai Szent László téren és a Conti-kápolnát a bizánci rítusú görögkatolikusok kapták meg.

## Fő művei
- Pesti Invalidus ház kápolnája (1736)
- Budapest Kőbányai Conti-kápolna görögkatolikus (1740)
- Kecskeméti Szentháromság-oszlop (1742) Kecskemét utolsó nagy pestisjárványának emlékére állíttatták a túlélők a barokk stílusú Szentháromság emlékművet
- Kecskeméti Piarista templom (1745) A templom kapuja feletti szobrok készítését végezte
- Vácrátóti templom oltárszobrai (1745)
- Pesti Pálos templom szószékét készítette (1746)
- Váci piarista templom főkapuján álló Kalazanti Szent József-szobra (1753)
- Váci Szentháromság-oszlop (1755)
- Jászberényi Nagyboldogasszony főtemplom  (1761) Szent István, Szent László és Péter és Pál szobrai
- Péceli Ráday-kastély (1765) Homlokzaton és oszlopokon lévő kőfaragások
- Budán a tabáni Szent Katalin Templom szobrai (1767)
- Pesti Egyetemi Kisboldog-asszony templom (1770) A főoltárnál Mária születését ábrázoló mozgalmas szoborcsoport faragása